# Echium hypertropicum
Echium hypertropicum là loài thực vật có hoa trong họ Mồ hôi. Loài này được Webb mô tả khoa học đầu tiên năm 1849.